# Grammopelta
Grammopelta é um gênero de mariposas, ou traças, neotropicais pertencentes à família Saturniidae e subfamília Arsenurinae, contendo uma espécie de hábitos noturnos e similar a folhas secas dotadas de nervuras escuras em sua camuflagem; encontrada em floresta tropical e subtropical úmida e distribuída do noroeste da América do Sul ao Brasil. Foi classificado por Lionel Walter Rothschild, em 1907, na página 419 do texto "New American Saturniidae and Ceratocampidae"; publicado em Novitates zoologicae, 14 (2); o seu holótipo um macho coletado em Carabaya, Peru, e nomeado Grammopelta cervina; a mesma espécie nomeada por William Schaus, em 1906, como Copaxa lineata (no gênero Copaxa), tornando-se Grammopelta lineata e sendo sua espécie-tipo e táxon monotípico dentre os Arsenurinae. Como uma regra mais ou menos geral nessa família o tamanho do corpo desses insetos é relativamente pequeno em relação ao tamanho de suas asas, que apresentam máculas brancas em seus ápices.